# Clarence Jonsson
Åke Clarence Jonsson, född 25 maj 1922 i Umeå, död 13 september 2006 i Falun, var en svensk militär.
Vid 17 års ålder blev han 1939 volontär vid Västerbottens regemente. Efter avlagd studentexamen vid Försvarets läroverk 1947 och officersexamen 1948 kom Jonsson 1949 som fänrik till Kiruna och Arméns jägarskola. Han blev löjtnant 1950 och efter utbildning i fallskärmsjägartjänst 1951 tjänstgjorde han  vid Arméns fallskärmsjägarskola i Karlsborg 1952–1953. År 1954 återvände Jonsson till tjänst vid Arméns jägarskola innan han 1958 på påbörjade utbildning vid Försvarshögskolan i Stockholm. Efter avslutad utbildning var han generalstabsaspirant 1963–1965 och blev kapten i Generalstabskåren 1965 och från 1964 placerad som detaljchef vid Arméstabens taktikavdelning. Jonsson blev major i Generalstabskåren 1966 och redan samma år återkom han till Kiruna som chef för Arméns jägarskola. År 1968 befordrades han till överstelöjtnant i samma placering och efter befordran till överste 1973 blev han befälhavare för Kiruna försvarsområde och två år senare samtidigt chef för Lapplands jägarregemente. År 1979 befordrades Jonsson till överste av första graden och  tillträdde som chef för Dalregementet och Kopparbergs försvarsområde. Efter pensionering 1982 var Jonsson deltidsanställd som chef för fredsutbildningen av förbandschefer i försvaret 1983–1988. Han var ordförande i den så kallade sabotageutredningen 1984–1985.
Jonsson var son till handlanden Per Edvin Jonsson och Armida Ingeborg Johanna Alenius.   Han ingick äktenskap 1954 med bildläraren Ulla Maria Forsslund.